# I vendicatori della notte
I vendicatori della notte (Young Warriors) è un film statunitense del 1983 diretto da Lawrence David Foldes.
È un film d'azione con Ernest Borgnine, Richard Roundtree e Lynda Day George. È incentrato su un gruppo di ragazzi che si improvvisano vigilanti e giustizieri dopo la violenza carnale e l'omicidio di una donna. È noto anche con il titolo The Graduates of Malibu High.

## Produzione
Il film, diretto da Lawrence David Foldes su una sceneggiatura di Russell W. Colgin e Lawrence David Foldes, fu prodotto da Victoria Paige Meyerink per la Star Cinema.

## Distribuzione
Il film fu distribuito negli Stati Uniti dal 28 agosto 1983 al cinema dalla Cannon Film Distributors e per l'home video dalla MGM Home Video.
Alcune delle uscite internazionali sono state:
- in Australia il 19 luglio 1984
- nelle Filippine il 30 dicembre 1984 (Davao)
- in Finlandia il 20 settembre 1985 (Nuoret soturit)
- in Portogallo il 29 maggio 1986 (Jovens Guerrilheiros)
- in Finlandia il 2 aprile 2011 (Night Visions Film Festival)
- in Spagna (Jóvenes guerreros)
- in Grecia (Polemistes tis nyhtas)
- in Francia (Young Warriors)
- in Italia (I vendicatori della notte)

## Promozione
La tagline è: "Meet the Ultimate Weapon in the Fight Against Crime".

## Critica
Secondo il Morandini "pur rispecchiando un groviglio di fenomeni e di problemi reali della società americana, è un film indigesto per lo schematismo dei personaggi, il ricorso ai più vieti stereotipi del cinema d'azione violenta, la mancanza di finezza, la clamorosa inverosimiglianza". Secondo Leonard Maltin è un "film d'exploitation violento ma onesto" in cui appaiono molti figli di noti attori.